# 会同华溪蟹
会同华溪蟹（学名：Sinopotamon huitongense）为溪蟹科华溪蟹属的动物。在中国大陆，分布于湖南、贵州等地，常栖息于海拔200-1000米的溪流石块下。